# Augusto Arango
Augusto Arango Agüero (Camagüey, Cuba, 18 de marzo de 1830 - Ibídem, 26 de enero de 1869) fue un militar y patriota cubano del siglo XIX. General del Ejército Mambí. 

## Orígenes y primeros años
Augusto Arango Agüero nació en el actual Camagüey, Cuba, el 18 de marzo de 1830. Hijo de Manuel del abogado y capitán Jesús de Arango y Ramírez y Ana Isabel Agüero y Perdomo. Su hermano era Napoleón Arango.  
En su juventud, se involucró en las distintas conspiraciones independentistas que se sucedían en la Cuba de la época. Participó en la fallida Conspiración de Joaquín de Agüero, en 1851. Arango fue gravemente herido y rematado con un tiro de gracia en una de esas acciones, pero logró sobrevivir de alguna forma y, tras recuperarse, se exilió en Estados Unidos. Regresó a Cuba tiempo después, tras decretarse una amnistía general.
Sin embargo, Arango continuó conspirando por la independencia de Cuba desde su región natal. Se integró, junto a muchos otros conspiradores camagüeyanos, a lo logia masónica "Tínima". Hacia 1868, todo parecía preparado para iniciar la lucha anticolonial. 

## Guerra de los Diez Años
El 10 de octubre de 1868, se produjo el Grito de Yara, el cual dio inicio a la Guerra de los Diez Años (1868-1878), primera guerra por la independencia de Cuba. Arango se alzó, junto a un grupo de hombres, el 11 de octubre, mientras que el resto de los camagüeyanos lo hicieron el 4 de noviembre, durante el llamado Alzamiento de las Clavellinas.
A principios de noviembre, las tropas de Arango tomaron Guáimaro y otros poblados de la región, obteniendo armas y municiones y sumando combatientes al Ejército Libertador de Cuba. En la reunión de Minas, el 26 de noviembre de 1868, Augusto se posicionó junto a Ignacio Agramonte en la decisión de continuar la guerra, en oposición a su hermano Napoleón Arango, quien pretendía pactar la paz con el jefe enemigo Blas Villate. Augusto fue nombrado General, aunque no se especifica su rango exacto en el escalafón del Ejército Libertador de Cuba. Estableció su cuartel general en la finca "La Atalaya", cerca de Nuevitas.
Entre noviembre de 1868 y enero de 1869, el General Arango participó en varios combates importantes. Fue el principal jefe militar del Camagüey entre noviembre y diciembre de 1868, hasta que fue sustituido por Manuel de Quesada. En enero de 1869, el capitán general Domingo Dulce tomó varias medidas, con el fin de acabar con la guerra. Entre dichas medidas, decretó una amnistía y envió comisiones a negociar con los principales jefes mambises. Una de esas comisiones llegó la finca "La Atalaya". Arango marchó a la ciudad de Puerto Príncipe a entrevistarse con Julián de la Mena, teniente gobernador del territorio.

## Muerte
Sin embargo, Arango fue sorprendido en el Casino Campestre del Camagüey en una emboscada y asesinado a traición, pues disponía de un salvoconducto facilitado por el gobernador español de Nuevitas, junto a su ayudante, el 26 de enero de 1869, "hecho incalificable, cometido, según unánime opinión, por un grupo de fanáticos españoles que querían á toda costa la prosecución de la guerra para así extirpar mejor el nombre cubano, trajo como inmediata consecuencia la ruptura de toda fórmula de arreglo, y el encarnizamiento de los insurrectos, anhelosos de vengar la muerte de Arango.". Tenía al morir 38 años.
En 1870, Napoleón Arango se pasó al ejército enemigo, consumando así su traición. Años después, en 1875, su hijo, el Comandante Augusto Arango, dio muerte a Ramón Recio, quien supuestamente había matado a su padre. Sin embargo, un testigo afirmó que el apellido del verdadero asesino era "Ibergaray".